# آيت أوريعت (تبانت)
آيت أوريعت هي إحدى مشيخات المملكة المغربية، تتبع جغرافيا لإقليم أزيلال وإداريًا لتبانت. يقدر عدد سكانها بـ 3399 نسمة حسب الإحصاء الرسمي للسكان والسكنى لسنة 2004.